# Haley Joel Osment
Haley Joel Osment (Los Angeles, Kalifornija, 10. travnja 1988.) je američki glumac nominiran za Oscara.
Nakon niza uloga na televiziji i filmovima ranih 1990-ih, Osment je postao poznat po glavnoj ulozi u filmu Šesto čulo, trileru iz 1999. godine. Nakon toga je imao nekoliko uloga u filmovima visoke produkcije kao što su Šalji dalje i Umjetna inteligencija. Također, posudio je svoj glas liku Sora, glavnom liku iz serijala videoigre Kingdom Hearts.

## Životopis
Haley Joel Osment rođen je u Los Angelesu, sin Therese Seifert (učiteljica) i Michaela Eugena Osmenta (kazališni i filmski glumac), oboje rodom iz Alabame. Mlađa sestra Emily Osment je glumila u filmovima poput Spy Kids i Hannah Montana. Trenutačno pohađa Tisch School of the Arts Sveučilišta u New Yorku.

## Filmografija
| Godina | Naslov                            | Uloga                 | Bilješke             |
| ------ | --------------------------------- | --------------------- | -------------------- |
| 1994.  | Forrest Gump                      | Forrest Gump Jr.      |                      |
| 1994.  | Mixed Nuts                        | mali dječak           |                      |
| 1996.  | Bogus                             | Albert Franklin       |                      |
| 1996.  | U dobru i zlu                     | Danny                 |                      |
| 1998.  | Ransom of Red Chief               | Andy Dorset           | TV film              |
| 1999.  | Šesto čulo                        | Cole Sear             | nominacija za Oscara |
| 1999.  | I'll Remember April               | Peewee Clayton        |                      |
| 2000.  | Šalji dalje                       | Trevor McKinney       |                      |
| 2000.  | Discover Spot                     | Spot the Dog          | glas                 |
| 2001.  | Umjetna inteligencija             | David                 |                      |
| 2001.  | Na rubu života                    | Romek                 |                      |
| 2002.  | The Hunchback of Notre Dame II    | Zephyr                | glas                 |
| 2002.  | Legendarni medvjedići             | Beary Barrington      | glas                 |
| 2002.  | Kingdom Hearts                    | Sora                  | videoigra; glas      |
| 2003.  | Ostarjeli lavovi                  | Walter Caldwell       |                      |
| 2003.  | Knjiga o džungli 2                | Mowgli                | glas                 |
| 2004.  | Kingdom Hearts: Chain of Memories | Sora                  | videoigra; glas      |
| 2005.  | Kingdom Hearts II                 | Sora                  | videoigra, glas      |
| 2006.  | Immortal Grand Prix               | Takeshi Jin           | glas                 |
| 2007.  | Kingdom Hearts II Final Mix+      | Sora                  | videoigra, glas      |
| 2007.  | Home of the Giants                | Robert "Gar" Gartland |                      |
| 2008.  | Truth & Treason                   | Helmuth Hübener       | najava               |

## Vanjske poveznice
- Službena stranica
- Haley Joel Osment u internetskoj bazi filmova IMDb-u (engl.)